# هاميش مارشال
هاميش مارشال (بالإنجليزية: Hamish Marshall)‏ (15 فبراير 1979 في نيوزيلندا - ) هو لاعب كريكت نيوزلندي. شارك مع منتخب نيوزيلندا الوطني للكريكت. أما مع النوادي، فقد لعب مع Northern Districts men's cricket team ‏ ونادي مقاطعة غلوستر للكريكت ‏ وBuckinghamshire County Cricket Club ‏ وWellington cricket team ‏.

## وصلات خارجية
- هاميش مارشال على موقع إي آس بي آن كريك إنفو (الإنجليزية)